# Nordvesteuropa
Nordvesteuropa refererer til den nordlige del af Vesteuropa, selv om den eksakte afgrænsning varierer.
Geografisk omfatter Nordvesteuropa næsten altid De Britiske Øer, de nordlige og vestlige dele af Frankrig og Tyskland, Benelux-landene samt Skandinavien (dog er Finland sommetider undtaget). Den iberiske halvø, Italien, Schweiz og de sydlige og østlige dele af Frankrig og Tyskland samt Østrig er således undtaget. Groft sagt er Nordvesteuropa således det område, hvis klima og biogeografi påvirkes af Golfstrømmen.
Nordvesteuropa bruges også sommetider som samlende betegnelse for en gruppe af nationer, som føler de deler samme kulturelle arv, eksempelvis protestantisme og den germanske sprogstamme, hvilket adskiller dem fra middelhavslandene i syd og de slaviske lande i øst. Geografisk er der næsten tale om samme område, dog undtaget Frankrig og det sydlige Belgien.